# Eltingmühlenbach
Eltingmühlenbach este o arie protejată (arie specială de conservare — SAC, sit de importanță comunitară — SCI) din Germania întinsă pe o suprafață de 309,06 ha, integral pe uscat.

## Localizare
Centrul sitului Eltingmühlenbach este situat la coordonatele 52°07′53″N 7°39′51″E / 52.1314°N 7.6642°E.

## Înființare
Situl Eltingmühlenbach a fost declarat sit de importanță comunitară în octombrie 2000 pentru a proteja 2 specii de animale. Situl a fost protejat și ca arie specială de conservare în mai 2005.

## Biodiversitate
Situată în ecoregiunea atlantică, aria protejată conține 6 habitate naturale: Cursuri de apă de la nivel de câmpie la nivel montan, cu vegetație Ranunculion fluitantis și Callitricho-Batrachion, Fânețe de joasă altitudine (Alopecurus pratensis, Sanguisorba officinalis), Păduri de fag Luzulo-Fagetum, Păduri de stejar sau de stejar și carpen sub-atlantice și medio-europene de Carpinion betuli, Păduri aluvionare cu Alnus glutinosa și Fraxinus excelsior (Alno-Padion, Alnion incanae, Salicion albae), Păduri mixte riverane de Quercus robur, Ulmus laevis și Ulmus minor, Fraxinus excelsior sau Fraxinus angustifolia, de-a lungul marilor râuri (Ulmenion minoris).
La baza desemnării sitului se află mai multe specii protejate de  pești (2): Cobitis taenia Complex, cicar (Lampetra planeri).